# 39 zakázaných prací
| Židé a judaismus |
| Židé • Judaismus • Kdo je Žid |
| Ortodoxní • Konzervativní (Masorti) Progresivní (Reformní - Liberální) • Ultraortodoxní Samaritáni • Falašové • Karaité                                                                                            |
| Etnické skupiny a jazyky |
| Aškenázové • Sefardové • Mizrachim Hebrejština • Jidiš • Ladino • Ge'ez • Buchori |
| Populace (vývoj) |
| Evropa • Amerika • Asie • Afrika • Austrálie |
| Náboženství |
| Bůh • Principy víry • Boží jména 613 micvot • Halacha • Noachidské zákony Mesiáš • Eschatologie |
| Židovské myšlení, filosofie a etika |
| Židovská filosofie Cdaka • Musar • Vyvolenost Chasidismus • Kabala • Haskala |
| Náboženské texty |
| Tóra • Tanach • Mišna • Talmud • Midraš Tosefta • Mišne Tora • Šulchan aruch Sidur • Machzor • Pijut • Zohar |
| Životní cyklus, tradice a zvyky |
| Obřízka • Pidjon ha-ben • Simchat bat • Bar micva Šiduch • Svatba • Ketuba • Rozvod (Get) • Pohřeb Kašrut • Židovský kalendář • Židovské svátky Talit • Tfilin • Cicit • Kipa Mezuza • Menora • Šofar • Sefer Tora |
| Významné postavy židovství |
| Abrahám • Izák • Jákob • Mojžíš Šalomoun • David • Elijáš • Áron Maimonides • Nachmanides • Raši Ba'al Šem Tov • Ga'on z Vilna • Maharal                                                                           |
| Náboženské budovy a instituce |
| Chrám • Synagoga • Ješiva • Bejt midraš Rabín • Chazan • Dajan • Ga'on Kohen (kněz) • Mašgiach • Gabaj • Šochet Mohel • Bejt din • Roš ješiva                                                                      |
| Židovská liturgie |
| Šema • Amida • Kadiš Minhag • Minjan • Nosach Šacharit • Mincha • Ma'ariv • Musaf |
| Dějiny Židů |
| starověk • středověk • novověk |
| Blízká témata |
| Antisemitismus • Gój • Holocaust • Izrael Filosemitismus • Sionismus Abrahámovská náboženství |
| z • d • e |

Třicet devět zakázaných prací (hebrejsky ל״ט אבות מלאכה‎, šlošim ve-tiš'a avot mlacha) je soubor činností, které je zakázáno provádět o šabatu a většině židovských svátků.

## Původ
Nedodržování šabatu bylo po babylónském zajetí a zničení Chrámu vyhodnoceno jako jedna z hlavních příčin událostí pro židovský národ tragických. Poměrně brzy po ustanovení židovské samosprávy v Judsku se začíná vytvářet systém nařízení a zákonů, které budou platné pro šabat, aby byla pokud možno eliminována šance šabat znesvětit. Tento dlouhotrvající proces byl završen v Mišně, kde došlo v traktátu Šabat 7,2 k ustavení třiceti devíti zakázaných prací. Seznam těchto prací je odvozen od výčtu prací (hebrejsky: מְלָאכָה‎, mlacha), které přikázal Bůh Mojžíšovi při zbudování svatostánku a dán do souvislosti se zákazem práce (לא תעשה כל מְלָאכָה)‎ o šabatu. Třicet devět prací je nazváno אבות מלאכה‎, avot mlacha – „otcové“ (základní činnosti), neboť kromě nich existují ještě tzv. toldot (dosl. „potomci“, v tomto případě odvozeniny).

## Seznam zakázaných činností
- Sázení. Odvozené činnosti zahrnují též roubování, přesazování nebo dávání semen na klíčení.
- Orání. Z něj jsou odvozené práce hloubení, rytí, kopání jam, ale též zarovnávání nerovností a jakékoli úpravy povrchu země.
- Sklízení. Odvozené práce se vztahují na sklízení ze stromů i země, též na trhání jakéhokoli plodu v jakémkoli množství.
- Vázání do snopů. Tato činnost zahrnuje též shromažďování jakékoli úrody či produktů (dřeva, slámy, ovoce, zeleniny) a její svazování, navlékání či jiné spojování dohromady.
- Vymlácení. Vymlácení obilí. Odvozené činnosti zahrnují jakoukoli činnost související s oddělováním zrn či plodů a nejedlých částí (louskání ořechů, loupání mandlí).
- Provívání. Oddělování zrna a jeho oddělování od plev.
- Třídění. Odstraňování nečistot ze zrna.
- Mletí. Jakékoli drcení – obilí na mouku, kávových zrn na prášek, ale též drcení kamenů, dřeva, štípání dříví atd.
- Prosévání. Podobný druh práce jako třídění. Gemara zmiňuje, že ačkoli se jedná technicky o stejný druh činnosti jako činnosti zmíněné výše (a mohla by být tudíž nadbytečná), je zmíněna v seznamu zakázaných prací, protože je zvlášť zmíněna Tórou.[zdroj?]
- Hnětení. Hnětení a zadělávání těsta nebo jiné hmoty.
- Vaření (pečení). Ačkoli tato činnost (pečení a vaření pokrmů) není zmíněna v seznamu prací nutných k přípravě svatostánku, je zmíněna v podobě vyváření barev a látek nutných pro svatostánek. Gemara zdůvodňuje, že tato činnost je zmíněna v Mišně, protože Mišna sama vyjmenovává všechny činnosti nutné k přípravě chleba, je proto pochopitelné, že zmíní i činnost závěrečnou. Halacha je taková, že proces vaření nebo pečení, pokud byl zahájen před šabatem, může probíhat samovolně, ale nesmí být člověkem urychlován (přikládáním, zvyšováním teploty apod.).
- Stříhání vlny. Konkrétně stříhání ovčí vlny. Odvozené činnosti jsou pak i stříhání jakékoli jiné srsti, škubání peří u drůbeže, stříhání vlasů, vousů apod.
- Bělení. Bělení vlny, ale též zbavování oděvu a látek nečistot.
- Česání vlny. Česání vlny od nečistot a její příprava k použití na tkaní látek. Odvozenými pracemi jsou např. namáčení šlach a jejich vydělávání.
- Barvení. Barvení vlny i jiných produktů.
- Předení. Upředení vlny (ale též lnu, bavlny a podobných materiálů) do nití. Odvozenou prací je i splétání nití a vláken do provazů, lan a podobně.
- Nastavování tkalcovské osnovy.
- Zhotovení dvou smyček. Dvojí ovázání očka či smyčky na stavu. Mišna uvádí v takových případech vždy „dvojí“, neboť podstatou práce je její dokončení, což se při jednom vykonání takové činnosti nemůže zdařit, ale při dvojím je zde již nebezpečí dokončení práce a naplnění záměru tuto práci dokončit.
- Dvojí provlečení nitě. Dvojí provlečení nitě skrze osnovu tkalcovského stavu.
- Dvojí oddělení nitě. Dvojí odpárání nitě z látky nebo osnovy.
- Uvázání. Uvázání uzlu natrvalo.
- Rozvázání. Rozvázání takového uzlu. Gemara vysvětluje, že tyto činnosti byly prováděny při budování svatostánku, když se do sítí chytali plži, z nichž se vyrábělo purpurové barvivo.
- Ušití dvou stehů. Gemara vysvětluje, že se jedná o ušití dvou stehů a jejich následné zapošití, čímž je dokončena práce.
- Rozpárání za účelem sešití dvou stehů.
- Chytání jelena (gazely, antilopy). Mišna zmiňuje zcela konkrétně tuto činnost, neboť takto je popsána v Tóře, ale myslí se tím chytání do pasti jakéhokoli živého tvora.
- Jeho zaříznutí.
- Stažení kůže.
- Nasolení. Nasolení kůže a její vydělání.
- Linkování. Vytvoření značek (linek) na kůži pro její další použití.
- Odsrstění kůže. Vápencem nebo jiným materiálem.
- Řezání. Nařezání kůže na potřebnou velikost. Vztahuje se na nařezání papíru, látky apod.
- Psaní dvou písmen.
- Smazání textu za účelem napsání dvou písmen.
- Stavění. Budovy, jakkoli velké.
- Stržení. Stržení nebo zbourání čehokoli postaveného.
- Zhášení ohně.
- Zapalování ohně. Zákaz se netýká užívání ohně, pouze jeho zapálení nebo zhášení. Tento zákaz se týká i elektřiny, která je považována za druh ohně. Elektřinu rovněž je možné o šabatu používat, pouze spotřebiče nesmí být o šabatu zapínány nebo vypínány. Zákaz zapalování brání i používání automobilů, protože v nich dochází ke spalování.
- Úder kladivem. Tzv. „poslední rána“, tj. jakákoli (i jinak povolená) činnost, která představuje dokončení určitého díla.
- Přenášení věcí z prostoru do prostoru. Přenášení věcí ze soukromého prostoru (místnost, byt) do veřejného (ulice, park) a naopak, nebo z prostoru fyzicky ohraničeného do prostoru neohraničeného. Do stejné kategorie patří přenášení věcí ve veřejném prostoru na vzdálenost větší než 4 lokty.

Systém 39 zakázaných prací byl ustanoven, aby se zabránilo sporům o to, co má být považováno za práci a co nikoli. Normou se stala podmínka, že činnost musí být v Tóře označena jako práce (מְלָאכָה)‎. Při posuzování toho, co je považováno za práci a co nikoli, tedy nehraje roli fyzická námaha, kterou člověk při dané činnosti vykoná. Systém byl nadále rozpracován, a to až do dnešních dnů.
Kromě výše uvedeného základního seznamu existuje řada dalších činností, které jsou buď zakázány nebo nedoporučeny a člověk by se jim měl o šabatu vyhnout, ať už z důvodu obavy, že by mohlo dojít ke skutečnému porušení zákazu práce, nebo z důvodu znevážení šabatu (uvdin de-chol); Dělat některé věci o šabatu je zkrátka považováno za nevhodné, i když nejsou klasifikovány jako „práce“, např. stěhování nábytku uvnitř uzavřené místnosti apod.
Člověk, který dodržuje zákaz práce o šabatu z náboženských důvodů, je označován jako Šomer šabat (pl. Šomrej šabat, sg. f. Šomeret šabat – „střežící šabat“).

## Další zakázané práce a činnosti
- Mimo práce je zmíněn výslovně zákaz rozdělávání ohně (Ex 35, 3 (Kral, ČEP)) a zákaz cestování (Ex 16, 29 (Kral, ČEP)). Ohledně cestování je výraz „ať nikdo sedmého dne nevychází ze svého místa“ vykládán tak, že je možné cestovat v rámci svého města nebo své obce, a mimo obec do vzdálenosti 2000 loktů (dnes kolem 1 km). Tuto vzdálenost je možné v případě potřeby zdánlivě prodloužit v jednom směru o dalších 2000 loktů tzv. eruvem, v tomto případě eruv tchumin; ten spočívá v tom, že před šabatem je v rámci povolené vzdálenosti 2000 loktů umístěno jídlo, a tím může majitel jídla považovat toto místo za svůj „příbytek“ a určovat povolených 2000 loktů od něj.

- O šabatu také platí pravidlo nevykonávat žádnou obchodní činnost nebo finanční transakce. Důvodem je především to, že obchod je prakticky nemožné provozovat bez psaní (účetnictví, evidence, podpisy smluv apod.), což je na šabat zakázáno. Dalším důvodem zákazu je znevážení šabatu kvůli světským záležitostem (uvdin de-chol).

## Ohrožení života
V případě ohrožení života platí pravidlo Pikuach nefeš doche et ha-šabat, tj. „záchrana duše odsouvá šabat“, podle kterého je povoleno a dokonce přikázáno porušit šabat v případě, že některá ze zakázaných činností je nutná k záchraně lidského života. Pro potřeby nemocného, který není v ohrožení života, platí přísnější pravidla; i pro něj je však možné porušit některé z rabínských zákazů.

## Polemika proti systému zakázaných prací
Proti tomuto systému existovala pravděpodobně polemika již za dob druhého chrámu. Systém prací neuznávali esejci, kteří neuznávali ani pravidlo pikuach nefeš. Později se proti rabínskému pojetí vymezili karaité, kteří v pohledu na zákaz práce nejsou jednotní, ale většina vykládá toto nařízení doslovně a nevykonávají vůbec žádnou práci, nevycházejí z domu (neboť doslovně vykládají verš Ex 16,29 „Zůstaňte každý, kde jste, ať nikdo sedmého dne nevychází ze svého místa“ a neuznávají systém eruvu), vyhýbají se pohlavnímu styku, nepoužívají elektřinu ani oheň, a to ani v zimních měsících.

## Postoj konzervativního a liberálního judaismu
Konzervativní judaismus se přiklání k ortodoxnímu pojetí zakázaných prací, nicméně zdůrazňuje, že většina zákazů z poslední doby má pouze charakter doporučení, nikoli závazného nařízení.[zdroj?] Progresivní judaismus se k halaše celkově staví velmi rezervovaně a ve většině případů ji vůbec neuznává. Nařízení ohledně zákazu práce o šabatu považuje pouze za symbolické a klade důraz na „etický charakter judaismu“.[zdroj?]